# Панахмахи
Панахмахи — упразднённое село в Акушинском районе Дагестана. В 1929—1947 годах являлось административным центром Панахмахинского сельсовета. Упразднено в 1947 году в связи с переселением жителей села на территорию бывшей ЧИАССР.

## География
Село располагалось у северо-восточного склона хребта Дубурлабаг, в 13 км к северо-востоку от районного центра — села Акуша. Около села начинается река Халагорк.

## История
- В 1944 жители села переселены в село Первомайск Шурагатского района, а оттуда, в 1957 — село Первомайское Каякентского района.

## Известные уроженцы
- Герой Социалистического Труда Султан Багамаев (1928—2003).

## Население
| Год       | 1895 | 1926 | 1939 |
| --------- | ---- | ---- | ---- |
| Население | 574  | 525  | 498  |

В 1886 году в селе проживало 756 человек. Бывшее моноэтническое даргинское село.
Ныне в селе находятся фермы и кутаны с временным населением.

## Достопримечательности
- Могильник (в селе)
- Поселения (за восточным и юго-восточным краем села)
- 2 кургана (за южным краем села)
- Стены Мечети